# Dendrobium spinuliferum
Dendrobium spinuliferum är en orkidéart som beskrevs av Paul Ormerod. Dendrobium spinuliferum ingår i släktet Dendrobium, och familjen orkidéer. Inga underarter finns listade i Catalogue of Life.